# Benito Cereno (nouvelle)
Pour les articles homonymes, voir Benito Cereno.
Benito Cereno (titre original : Benito Cereno) est un roman court d'Herman Melville publié en 1855 dans la revue Putnam's Magazine.

## Historique
Benito Cereno est une nouvelle d'Herman Melville publiée en 1855 dans la revue Putnam's Monthly Magazine puis en 1856 dans le recueil de nouvelles The Piazza Tales (traduit en français par Les Contes de la véranda).

Pour écrire Benito Cereno, Melville s'est inspiré du journal de bord du capitaine Amaso Delano commandant le Perseverence.

## Résumé
En 1799, pour faire le plein d'eau, le navire du capitaine Amaso Delano, le Délices du célibataire, mouille dans une petite île au sud du Chili . Arrive sur le même mouillage le San Dominick, un négrier espagnol en piteux état, commandé par le jeune Benito Cereno, pas plus vaillant que son navire, toujours accompagné d'un serviteur noir, Babo.

Le capitaine espagnol raconte son odyssée qui devait le mener de Buenos Aires à Lima, avec tempête au cap Horn, scorbut pour les cinquante matelots et les trois cents esclaves noirs. Delano fait apporter de l'eau et des vivres fraîches mais se pose des questions. Il quitte le navire quand, soudain, l'espagnol et son domestique sautent dans sa baleinière. Armé de deux dagues, Babo attaque les deux capitaines, mais il est rapidement maîtrisé. Cereno peut alors fournir des explications : les Noirs se sont mutinés, ils ont massacré un grand nombre de Blancs et pris le navire. Delano réussit à reprendre le contrôle du négrier et le mène à Lima. Après jugement, Babo est exécuté et Benito Cereno se retire dans un monastère.

## Éditions en anglais
- Benito Cereno, dans la revue Putnam's Monthly Magazine d'octobre à décembre 1855
- Benito Cereno, chez l'éditeur Dix & Edwards à New York, 1856.

## Traductions en français
- Benito Cereno, traduit par Pierre Leyris, Paris, Plon, 1937
- Benito Cereno, traduction revue par Philippe Jaworski, Herman Melville, Œuvres, IV , Bibliothèque de la Pléiade, éditions Gallimard, 2010.

## Adaptations

### Adaptations cinématographiques
- 1968 : Benito Cereno, film franco-italo-brésilien de 1h20 réalisé par Serge Roullet.